# Sever Zotta
Sever Ioan Zotta, în Austro-Ungaria Sever Ritter von Zotta (n. 14 aprilie 1874, Chisălău, Cozmeni, Cernăuți, Cernăuți, Ucraina – d. 10 octombrie 1943, Orsk, RSFS Rusă, URSS) a fost un arhivar, genealogist, istoric și publicist român precum și membru corespondent (1919) al Academiei Române. 

## Origini și familie

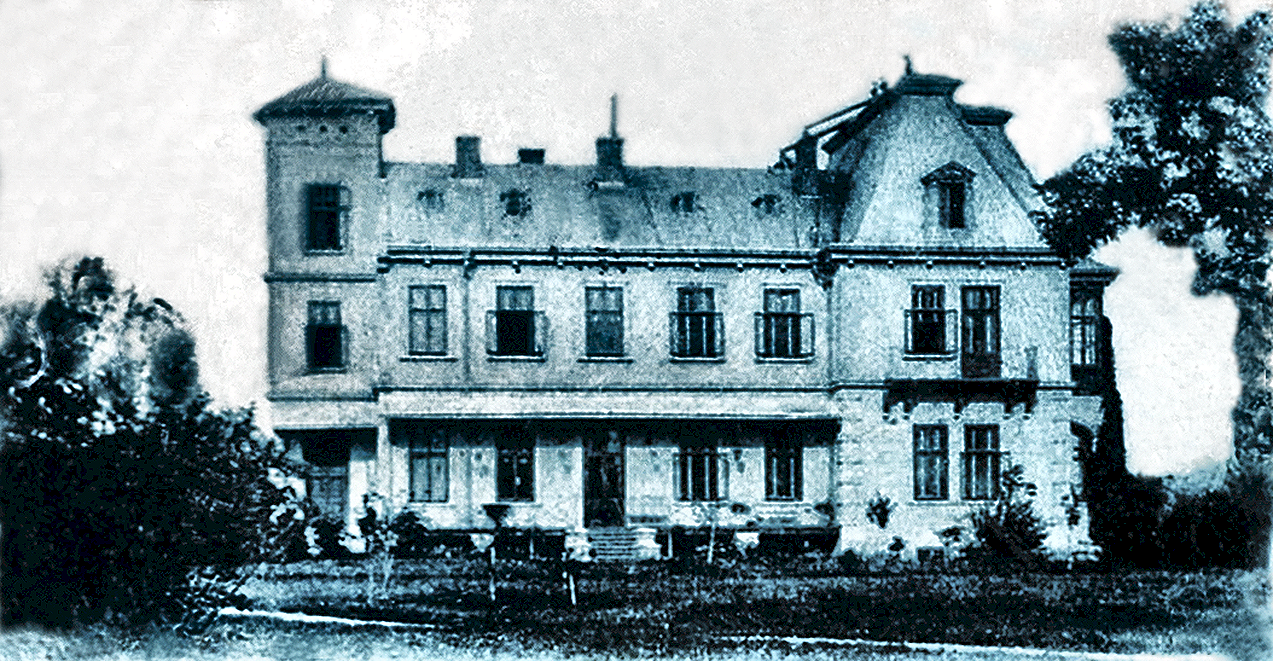
Vila cavalerilor de Zotta În Noua Suliță pe la 1900

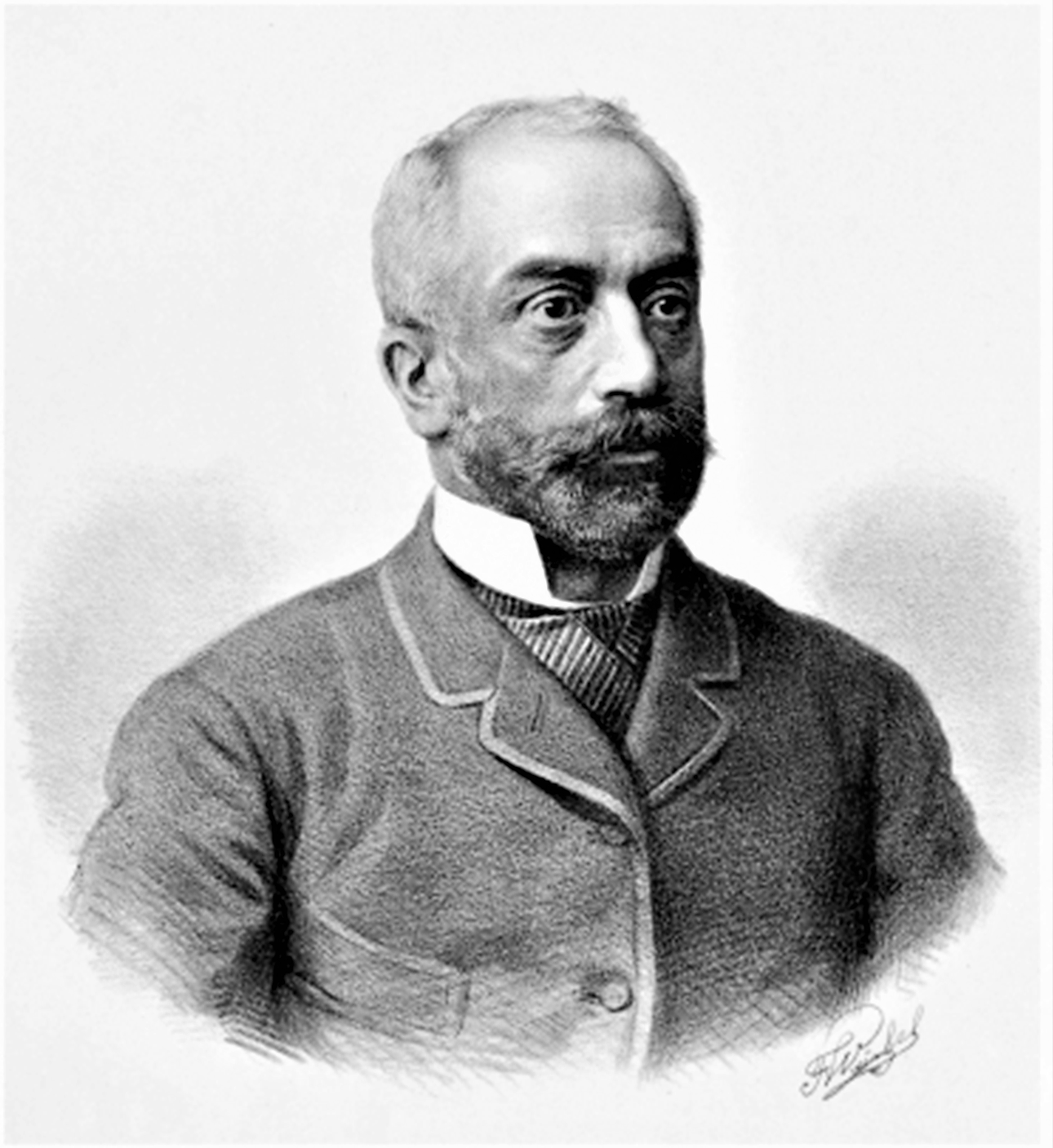
Iancu cavaler de Zotta (tatăl) pe la 1890

Numele familiei este  de timpuriu cunoscut în Principatul Moldovei. Astfel apare un Zota, pârcălab de Hotin într-un document de la 20 iunie 1589. În ziua de 4 august 1645 semnează un Zota de Cernăuți ca martor un contract de achiziție al marelui logofăt și ctitor al mănăstirii Coșula Gavrilaș Mateiaș.
Frații Ștefan, Ioan, Grigoraș, Gheorghe și Enache au fost înnobilați sub titlul „Ritter von Zotta” (Cavaler de Zotta) prin Iosif al II-lea, Împărat al Sfântului Imperiu Roman la data de 21 ianuarie 1793.
Sever a fost al doilea fiu  al lui Ioan (Iancu) cavaler de Zotta (n. 10 octombrie 1840, Borăuți - d. 19 martie 1896, Noua Suliță), moșier, jurist, membru al Dietei Bucovinei precum și al Consiliului Imperial din Viena, și al soției sale Elena (Ileana, Ilinca) (d. 1882), născută Hurmuzachi. Ioan a mai avut doi copii, pe Octavian și pe Elena, căsătorită cu cunoscutul politician Iancu Flondor. Tatăl lui a mai fost de asemenea președinte al societății politice  Concordia, între 1891 și 1896, membru executiv al societății de cultură a țării și al Societății pentru Cultura și  Literatura Română în Bucovina.
Soția lui Sever Zotta a fost Margareta de Grigorcea (n. 5 februarie 1880 – d. 28 iunie 1969). Cuplul a avut între alți copii un fiu, Ioan (Iancu) (1909-1987) și o fiică Ruxandra (1910-2003). Aceasta din urmă s-a căsătorit cu André d'Albon.

## Biografie
Tânărul Sever a absolvit mai întâi studiile secundare la Cernăuți, apoi studiile superioare (dreptul și științele sociale) la Universitatea din Viena. Își ia licența  în drept, în București, în 1904, cu teza: Contractul de locațiune în dreptul roman și român. În anul 1909, istoricul a publicat la București piesa istorică în versuri „Vasile Lupu”. În anul 1911, se stabilește la Iași unde se dedică studiilor de genealogie. El fondează revista Arhiva genealogică care apare de la 1 ianuarie 1912, care va fi, cum spunea Zotta, străină luptelor politice și departe de orice tendință snobistă de diferențiere socială. Din păcate după 1913 nu se mai tipărește din cauza lipsei de mijloace materiale ale editorului. Redacția  revistei Arhiva Genealogică a fost la Mănăstirea Golia din Iași. 
La Arhiva Statului din Iași, în ale cărei bogate depozite Zotta începuse să cerceteze odată cu venirea la Iași, devenise vacant postul de șef al Arhivei, prin pensionarea în octombrie 1912 a lui Gheorghe Ionescu-Gion. Dimitrie Onciul, în calitate de Director General al A rhivelor Statului, dorind să dea un impuls activității arhivistice de la Iași, propune forurilor superioare numirea lui Sever Zotta în acest post. Pe 1 octombrie 1912, acesta a fost numit director al Arhivelor Statului din Iași, funcție  pe care a menținut-o până în 1934. În această perioadă a convins particularii să depună la arhive documentele pe care le păstrau. În acest mod au ajuns în depozite documente de la prietenul său Pavel Gore (1875 -1927). De asemenea, bogata arhivă particulară, creată de Nicolae Rosetti-Roznovanu, a ajuns, pentru un anumit timp, în depozitele Arhivei din Iași. A fost succesorul lui Ioan Tanoviceanu (profesor de drept în Iași, specializat pe genealogia familiei Prâjescu din satul Stolniceni).
Devine membru corespondent al Academiei Române din 1919 și membru onorific al „Comisiei Monumentelor Istorice” (la recomandarea lui Nicolae Iorga). În 1921, împreună cu istoricul Gheorghe Ghibănescu au înființat „Societatea de Istorie și Arheologie” din Iași. Zotta a desfășurat o bogată activitate publicistică bazată în primul rând pe tezaurul documentar al țării, adunat în depozitele Arhivelor Statului. Astfel sub egida Societății de Istorie și Arheologie, în luna octombrie a aceluiași an a început să apară la Iași revista Ioan Neculce în care se tipăreau studii și documente elaborate de el, G. Ghibănescu, Teodor Burada, Nicolai Andriescu-Bogdan și alții. În revista Ioan Neculce, în toate numerele care au apărut între 1921-1933, Sever Zotta a publicat studii și comunicări despre trecutul Iașiului, între care se remarcă interesantul studiu istoric despre mănăstirea Golia. În afară de revista Ioan Neculce, Sever Zotta a colaborat la diferite publicații cu caracter istoric: la Arhiva, Revista istorică, Revista arhivelor, Convorbiri literare, Arhiva românească, precum și la unele ziare (Evenimentul, Opinia, Neamul românesc).

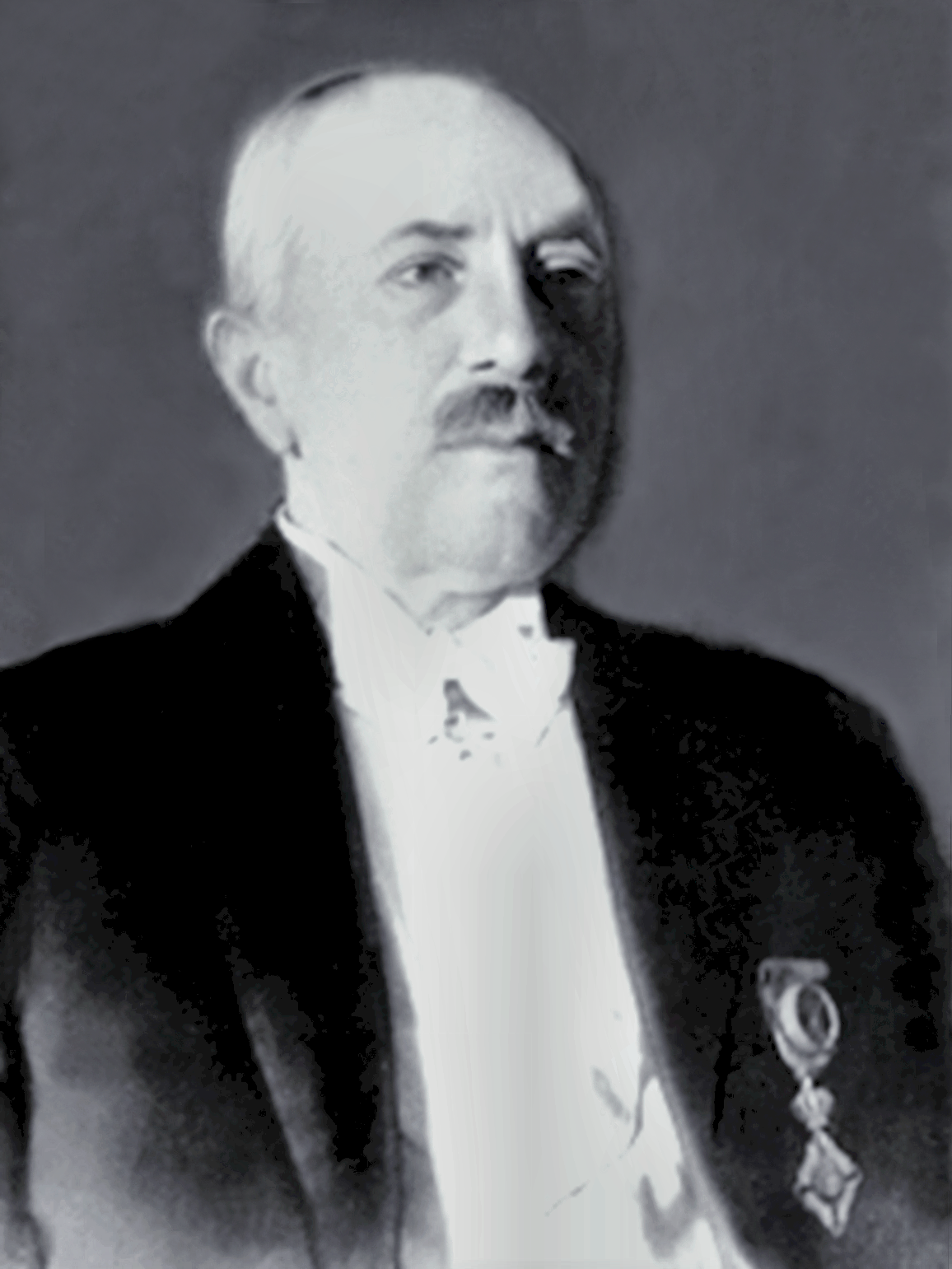
Sever Zotta pe la 1935

A întemeiat cea dintâi publicație de specialitate „Arhiva genealogică” (apărută la Iași în 1912-1913). În evoluția științei genealogice românești, apariția revistei Arhiva genealogică  a constituit un fapt cu totul remarcabil. Articolul-program Ce voim este o adevărată profesiune de credință: "Scopul revistei de față este de a trezi și a mări în cercurile largi ale societății românești, dincoace și dincolo de hotarele ei politice, interesul pentru istoria, viața și viitorul familiilor, pentru ca din interesul acesta special să profite interesul general pentru istoria, viața și viitorul neamului românesc."Toată arhiva cu lucrările sale se află în Arhivele din București și Iași (secția de genealogie). In Arhivele Naționale ale României din  București se găsește fondul personal Sever Zotta , cu numărul de inventar 948. În acest fond se regăsește corespondența purtată de Sever Zotta cu personalitățile vremii, dintre care pot fi menționate scrisorile de la Nicolae Cartojan, Nicolae Docan, Gheorghe Bogdan-Duică, Constantin Giurescu, Pavel Gore, Nicolae Iorga, Dimitrie Onciul și Radu Rosetti. În afara acestor documente, în fondul personal există studii și note despre genealogia unor familii nobile și documente colecționate de Sever Zotta. Din ultima serie de documente fac parte un fragment din arhiva lui Pavel Gore și a familiei Rosetti-Roznovanu, scrisori de la Costache Negri, A. Morariu ș.a. 
Apreciat de D. Onciul și Nicolae Iorga pentru erudiția sa deosebită în domeniul studiilor genealogice, Sever Zotta a intrat în istoriografia română ca un genealogist prin excelență. 
A trăit în Iași până în 1934, când s-a pensionat. Surprins  de evenimentele din vara anului 1940 la casa sa din Davideni (județul Storojineț - azi în Ucraina), Sever Zotta a preferat să rămână pe loc, pentru a-și salva biblioteca și colecția de manuscrise. 
Pe 13 iunie 1941 a fost arestat de comisarii NKVD care nu i-au dat răgaz decât zece minute pentru a-și face bagajul, fiind deportat de sovietici în Ural. A încetat din viață în prizonierat la Orsk, în sudul Uralilor, în octombrie 1943. O mică parte din bogata sa colecție de documente, manuscrise, corespondența Hurmuzacheștilor etc, a ajuns în păstrarea Arhivelor Statului din București și Iași. După 1941, soția sa Margareta von Zotta a revenit la Cernăuți și a recuperat ce s-a putut din colecția genealogistului, donând cu acest prilej, o parte din scrisorile fraților Hurmuzachi, adresate mamei lor Ileana (Ilinca, Elena), istoricului Teodor Bălan.
Sever Zotta a fost decorat cu Ordinul național „Steaua României” în rang de cavaler. Institutul Român de Genealogie și Heraldică „Sever Zotta” din Iași îi poartă numele, onorând contribuția sa la dezvoltarea acestor ramuri ale științei istorice în România. După numele său a fost denumită „Strada Sever Zotta” în Iași.
In Arhivele Naționale ale României, filiala Iași, există Fondul Sever Zotta, cu anii extremi 1502- 1927.  
Apreciat de D. Onciul și N.Iorga pentru erudiția sa deosebită în domeniul studiilor genealogice, Sever Zotta a intrat în istoriografia română ca genealogistul prin excelență. A deschis un  drum pe care merg și azi cei care se ocupă de genealogiile familiilor boierești din Moldova.

## Testamentul lui Sever Zotta
În Buletinul Institutului Român de Genealogie și Heraldică "Sever Zotta" nr.IX, 7-9, Iași, 2007 Andrei Zotta, nepotul de fiu al lui Sever Zotta a făcut cunoscut testamentul genealogistului. Documentul este datat 29 iunie 1940, a fost deci scris în ultimele ore dinaintea închiderii frontierei celei noi...și adus în țară de fiul lui Sever Zotta, ultimul plecat. Conținutul acestui testament este următorul:
"In numele Tatălui, al Fiului și al Sfântului Duh Amin.
Pentru cazul morții mele las pe iubitul meu fiu moștenitor universal. Doresc ca biblioteca și arhiva mea să rămână nedespărțite și dacă fiul meu nu va avea moștenitori legitimi să le doneze sau să le vânză unei instituțiuni culturale. De asemenea doresc ca dacă va dispune de mijloace, să creieze un fond pentru un premiu anual pentru cea mai bună lucrare de genealogie cu preferință națională.
Acesta este testamentul meu. Davideni în 29 iunie 1940.
Sever Zotta."

## Publicații
Sever Zotta a avut o bogată activitate publicistică în domeniul cercetărilor istorice, în revistele  Arhiva,  Ion Neculce, Convorbiri literare, Evenimentul, Neamul românesc, Opinia, Revista arhivelor, Revista istorică  etc.
- Dintre publicațiile sale fac parte:
  - Vasile Lupu, piesă istorică în 3 acte, în versuri, București, 1909;
  - Principii României descendenți din Movilești. În :Arhiva genealogică, Anul II, iulie-septembrie 1913
  - Spița neamului Hăjdău. În : Arhiva genealogică, Anul II, iulie-septembrie 1913
  - Date noue cu privire la Andronachi Donici, Iași, 1915;
  - La centenarul lui Vasile Alecsandri, 1821- 1921, Iași, 1921;
  - O mănăstire dispărută, Chișinău, 1924;
  - Mănăstirea Golia. Schiță istorică, Iași 1925;
  - Paul Gore, Chișinău, 1928;
  - Despre neamul Cantemireștilor, Iași, 1931;
  - O mistificare genealogică: Ieremia Golia, Cluj, 1931;
  - Die Abstammung der Familie Flondor, (trad.Genealogia Familiei Flondor), în  Bukowiner Heimatblätter, JahrgangI, Heft 1-3, Rădăuți, 1933.
- Sever Zotta a publicat în ziarul Allgemeine Zeitung  din Cernăuți (2 august 1936) articolul "Franz Liszt in Cernăuți.Reminiszenzen an den Besuch des grossen Musikers" (trad.:Franz Liszt la Cernăuți. Reminiscențe de la o vizită a unui mare muzician),[18]consacrat omagierii celei de-a 50-a aniversări de la moartea celebrului muzician maghiar. Vizita și cele două concerte prezentate de celebrul muzician la Cernăuți au avut loc în mai 1847, când Franz Liszt a petrecut 7 zile la Cernăuți.

## Distincții
- Ordinul „Coroana României” în gradul de Comandor (31 mai 1932)[19]